# Holder

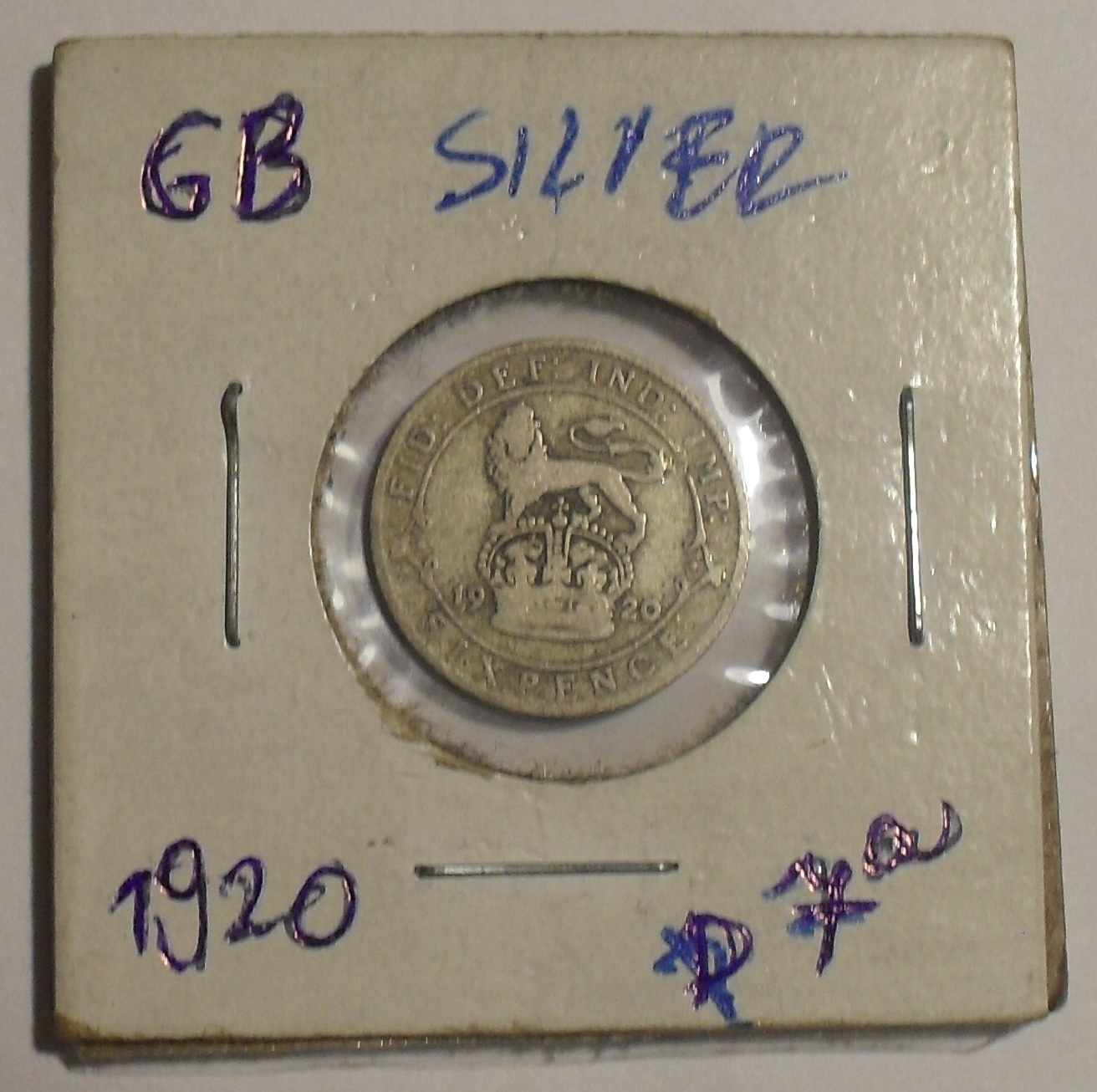
Zabezpieczenie srebrnej monety (dłuższe niewymienienie holderu spowodowało pokrycie monety patyną)

Holder – niewielka kwadratowa oprawka, używana przez numizmatyków dla przechowywania i zabezpieczania monet kolekcjonerskich.
Rozmiarami dostosowana jest do modułu (średnicy) umieszczanych w niej monet. Potrzebny wymiar określa średnica okienka; najczęściej stosowane to 22,5 mm, 25, 27,5 mm, 30, 32,5 mm. Dla niektórych  monet moduł powinien być dobrany o jeden rozmiar większy, co uwidaczni też rant przechowywanego waloru.

## Zalety
Podstawową zaletą jest niska cena (np. w porównaniu z tzw. kapslami czy profilowanymi paletami). Holdery ponadto dostosowane są jako wkładki do albumów, w których korzystnie prezentują ochraniane monety. Chronią przed czynnikami zewnętrznymi (np. zarysowaniem powierzchni numizmatu). Na pokryciu zewnętrznym pozwalają też dokładniej opisywać monetę, co istotne jest przy wycenianiu i porządkowaniu większych kolekcji.

## Wady
Nie są właściwe do przechowywania droższych monet, nie gwarantując odpowiedniego ich zabezpieczenia. Zwrócono uwagę, że folia osłaniająca może wchodzić w niekorzystną reakcję z metalem monety. Dlatego nie nadają się do przechowywania monet wykonanych np. z aluminium bądź innych wrażliwszych stopów metali (przeważnie nie dotyczy to srebra). W przypadku droższych monet holder należy wymieniać średnio raz na 3-4 lata. Stanowi to dodatkowy koszt, szczególnie odczuwalny w  przypadku większych kolekcji.